# Милославское городское поселение
Милославское городско́е поселе́ние — муниципальное образование в Милославском районе Рязанской области Российской Федерации.
Административный центр — пгт Милославское.

## История
Статус и границы городского поселения установлены Законом Рязанской области от 7 октября 2004 года № 85-ОЗ «О наделении муниципального образования - Милославский район статусом муниципального района, об установлении его границ и границ муниципальных образований, входящих в его состав»

## Население
| 2009  | 2010  | 2012  | 2013  | 2014  | 2015  | 2016  |
| ----- | ----- | ----- | ----- | ----- | ----- | ----- |
| 4513  | ↘4478 | ↗4487 | ↘4473 | ↘4448 | ↘4376 | ↘4313 |
| 2017  | 2018  | 2019  | 2020  | 2021  | 2023  |       |
| ↘4312 | ↘4200 | ↘4116 | ↘4104 | ↗4223 | ↘4180 |       |

## Состав городского поселения
| № | Населённый пункт | Тип населённого пункта      | Население |
| - | ---------------- | --------------------------- | --------- |
| 1 | Милославское     | пгт, административный центр | ↘4180     |